# 扬州大学
扬州大学，或简称扬大。是一所坐落于中華人民共和國江苏省扬州市的全日制公办普通高等院校。學校隸屬於江苏省教育廳，並由江苏省人民政府領導和管理。是江苏省人民政府和教育部共建高校、江苏省属重点综合性大学，是全国首批博士、硕士学位授予单位，是中国率先进行合并办学的高校，被中共中央领导誉为“中国高校改革的一面旗帜”。

## 历史沿革
1992年5月19日，经国家教委批准，由扬州师范学院、江苏农学院、扬州工学院、扬州医学院、江苏水利工程专科学校、江苏商业专科学校6校及国家税务局扬州培训中心合并组建了扬州大学，成为中国大陆最早采取合并办学的本科院校；扬州大学的成立也标志中华人民共和国以高校合并为重的大学管理制度深化改革的开始。2015年9月，江苏省人民政府和中华人民共和国教育部联合印发《江苏省人民政府教育部关于共建扬州大学的意见》，该校成为省部共建高校。

## 院系设置
揚州大學共設有6個校區、31個學院，分列如下：
- 6个校区：荷花池校区、瘦西湖校区、文汇路校区、江阳路北校区、江阳路南校区、扬子津校区。

- 29个学院：文学院、社会发展学院、法学院、教育科学与技术学院、新闻与传媒学院、外国语学院、数学科学学院、物理科学与技术学院、化学化工学院、体育学院、机械工程学院、信息工程学院、建筑科学与工程学院、水利与能源动力工程学院、环境科学与工程学院、农学院、园艺园林学院、植物保护学院、动物科学与技术学院、兽医学院、生物科学与技术学院、医学院、护理学院、商学院、音乐学院、美术与设计学院、旅游烹饪学院、食品科学与工程学院、广陵学院。

学校校舍建筑面积149万多平方米；7个校区位于市区中部，首尾相连。全校固定资产24.53亿元，教学科研仪器设备总值6.53亿元，图书馆藏书380万册。拥有直属附属医院、实验工厂、实验农牧场、动物医院、附属中学、临床医学院等。学校先后与30多个国家（地区）的高校、研究机构建立了合作交流关系。

## 学科建设
全校现有教职员工5900多人，其中专任教师2700多人，医护人员1900多人，具有高级职称教师1300多人，博、硕士生导师3100多人，中国工程院院士2人，外籍院士1人，国家“千人计划”入选者6人，“万人计划”入选者4人，“长江学者奖励计划”入选者2人，“杰出青年科学基金”获得者4人，“优秀青年科学基金”获得者2人，首批全国高校黄大年式教师团队1个，国家级教学名师2人，“百千万人才工程”国家级人选6人，教育部“新世纪优秀人才支持计划”入选者11人，“创新人才推进计划”中青年科技创新领军人才3人。现有普通本科生34700多人，各类博、硕士研究生8400多人，成人教育学生11000多人。
现有一级学科博士学位授权点21个，一级学科硕士学位授权点50个，博（硕）士专业学位类别21个，博士后流动站20个；拥有国家级重点学科2个，国家重点（培育）学科1个，省优势学科7个，省重点序列学科1个，省“十三五”一级学科重点学科6个，省一级学科重点（培育）学科3个，化学、植物与动物科学、工程学、农业科学、临床医学、材料科学，计算机等7个学科的ESI排名进入全球大学和科研机构前1%。

## 知名校友
- 黄莉新：现任中共江苏省委副书记、江苏省政协主席。
- 曹卫星：现任国土资源部副部长。
- 缪瑞林：现任江苏省人民政府副省长。
- 费高云：现任江苏省人民政府副省长。
- 丁帆：南京大学文学院原院长、人文社会科学资深教授，朱自清散文奖得主。
- 毕飞宇：小说家，南京大学教授，江苏省作家协会副主席。
- 陈玘：中国退役乒乓球运动员，2004年雅典奥运会乒乓球男子双打冠军。

## 参看
- 中国大学列表
- 扬州大学广陵学院